# میکائیل آوتیسیان
میکائیل آوتیسیان (به ارمنی Միքայել Ավետիսյան؛ زادهٔ ۱۹۶۶) آهنگساز و رهبر موسیقی ارمنستانی است. او از ۱۹۹۸ تا ۱۹۹۹ مدیر هنری و رهبر اصلی ارکستر فیلارمونیک ارمنستان بود.

## زندگی‌نامه
میکائیل آویتیسیان، که متولد ایروان است، نه‌تنها موسیقیدانی ماهر بلکه رهبری برجسته در عرصه موسیقی ارمنی و بین‌المللی محسوب می‌شود. تحصیلات اولیه او در مدرسه موسیقی چایکوفسکی ایروان بود، جایی که دیپلم خود را در رشته آهنگسازی و تئوری موسیقی دریافت کرد. پس از فارغ‌التحصیلی در سال ۱۹۸۴، او تحصیلات خود را در کنسرواتوار دولتی کومیتاس ایروان ادامه داد و در سال ۱۹۸۹ مدرک کارشناسی ارشد خود را از گروه رهبری اپرا و سمفونی تحت نظر پروفسور هاکوب وسکانیان به دست آورد. در طول دوران تحصیل، آویتیسیان تجربهٔ گسترده‌ای در رهبری ارکستر به دست آورد. او تحت تعلیم استادانی چون اوهان دوریان و پروفسور ایلیا موسین در کنسرواتوار سنت پترزبورگ به مهارت‌های خود افزود. علاوه بر این، در سال ۱۹۹۶، او در کلاس‌های استادی کیریل کوندراشین در هلند شرکت کرد و تحت راهنمایی سر ادوارد داونز و پیتر ایوتوس قرار گرفت. آویتیسیان از سال ۱۹۹۱ تا ۱۹۹۷ در کنسرواتوار دولتی کومیتاس ایروان به تدریس پرداخت و در این مدت نقش‌های مهمی در ارکسترهای مختلف ایفا کرد، از جمله رهبری ارکستر رادیو و تلویزیون ملی ارمنستان و ارکستر تئاتر ملی آکادمیک اپرا و باله. او از ۱۹۹۴ تا ۱۹۹۷ رهبر ارکستر سمفونیک ایروان و از ۱۹۹۷ تا ۱۹۹۸ مدیر هنری و رهبر ارکستر فیلارمونیک ارمنستان بود. آویتیسیان با اجرای موفق در ایالات متحده، فرانسه، هلند، یونان، اسپانیا، روسیه و ترکیه، شهرت بین‌المللی خود را به دست آورد. او با ارکستر سمفونیک مسکو نیز همکاری داشته است و ضبط‌های وی در سال ۱۹۹۶ توسط آرسی‌دی منتشر شد. در حال حاضر، او مدیر موسیقی گروه کر انجمن ارمنی لس آنجلس در گلندیل و رهبر ارکستر سمفونیک نیو ولی در شرمن اوکس، کالیفرنیا است. همچنین او در مدرسه بین‌المللی موسیقی در گلندیل نیز تدریس می‌کند و مدیر هنری و رهبر اصلی فیلارمونیک گلندیل از زمان تأسیس آن است. آویتیسیان با تعهد به آموزش و پرورش نسل جدیدی از موسیقیدانان، به عنوان یک معلم و مربی الهام‌بخش شناخته می‌شود. او با استفاده از تجربیات گسترده خود در عرصه بین‌المللی، به دانشجویان خود نه تنها تکنیک‌های موسیقی بلکه اهمیت فرهنگ و تاریخ موسیقی ارمنی را نیز آموزش می‌دهد. او با برگزاری کنسرت‌ها و کارگاه‌های آموزشی در سراسر جهان، به ترویج موسیقی ارمنی و ایجاد پل‌های فرهنگی بین ملت‌ها کمک می‌کند. آویتیسیان با استفاده از تکنولوژی‌های نوین در آموزش موسیقی، به دانشجویان خود امکان می‌دهد تا با استفاده از ابزارهای دیجیتال، مهارت‌های خود را بهبود بخشند و به دنیای موسیقی مدرن وارد شوند. او با تأکید بر اهمیت همکاری و تعامل در موسیقی، به دانشجویان خود یاد می‌دهد که چگونه به عنوان بخشی از یک گروه موسیقی موفق عمل کنند و به اهداف مشترک دست یابند.
علاوه بر این، او به عنوان یک رهبر ارکستر، توانسته است با اجرای آثار برجسته‌ای از آهنگسازان کلاسیک و معاصر، توجه و تحسین منتقدان موسیقی را به خود جلب کند. او با تفسیرهای منحصر به فرد خود از آثار موسیقی، توانسته است به عمق و زیبایی این آثار جان تازه‌ای ببخشد. آویتیسیان همچنین در پروژه‌های موسیقی بین‌المللی متعددی شرکت کرده است که هدف آن‌ها ترویج صلح و تفاهم بین‌المللی از طریق موسیقی بوده است. او با همکاری با موسیقیدانان از فرهنگ‌ها و ملیت‌های مختلف، به ایجاد یک زبان مشترک موسیقایی کمک کرده است که فراتر از مرزهای جغرافیایی و فرهنگی عمل می‌کند. این تلاش‌ها نه تنها به غنای فرهنگی و هنری او افزوده‌اند، بلکه به او این امکان را داده‌اند که به عنوان یک سفیر فرهنگی، نقش مهمی در تقویت روابط بین‌المللی ایفا کند. آویتیسیان با تعهد به ارتقاء سطح موسیقی و هنر، همچنان به عنوان یکی از چهره‌های برجسته و تأثیرگذار در دنیای موسیقی شناخته می‌شود.

## جوایز
- دیپلم از کلاس‌های استادان رهبری ارکستر کریل کوندراشین، هلند
- جایزه الماس دستاورد هنری شهر گلندیل و شهرستان لس آنجلس